# Кара-Суу (Айтматовский район)
Кара-Суу (кирг. Кара-Суу) — село в Айтматовском районе Таласской области Кыргызстана. Входит в состав Бейшекенского аильного округа. Код СОАТЕ — 41707 215 805 03 0.

## Население
По данным переписи 2009 года, в селе проживало 2133 человека.